# Dieter Rümmeli
Dieter Rümmeli (* 26. Dezember 1942) ist ein deutscher Kaufmann, Segelsportfunktionär und ehemaliger Segler.

## Leben
Dieter Rümmeli kam in den 1950er-Jahren nach Kiel. Dort lernte er auf Wunsch seines Vaters Segeln in der Jugendabteilung des Kieler Yacht-Clubs. Als Segler nahm er 24 Mal an der Kieler Woche teil und siegte dabei einmal im Korsar. Beruflich betrieb Rümmeli einen Schuhhandel und stieg später ins Ölgeschäft ein. Daneben war er von 1983 bis 2005 im Vorstand des Kieler Yacht-Clubs und ab 1985 als Nachfolger von Otto Schlenzka 20 Jahre lang für die Organisation der Kieler-Woche-Regatten zuständig. In dieser Zeit gelang es ihm, die Zahl der teilnehmenden Yachten auf über 2000 zu verdoppeln.

## Ehrungen
Für seine Verdienste als Organisationsleiter der Kieler-Woche-Regatten wurde Dieter Rümmeli 1996 mit der Andreas-Gayk-Medaille und  2006 mit dem Bundesverdienstkreuz am Bande geehrt.